# Lago Charzykowskie
Il lago Charzykowskie (in casciubo Charzëkòwsczé Jezoro) è un lago della Polonia.